# Moosbronn

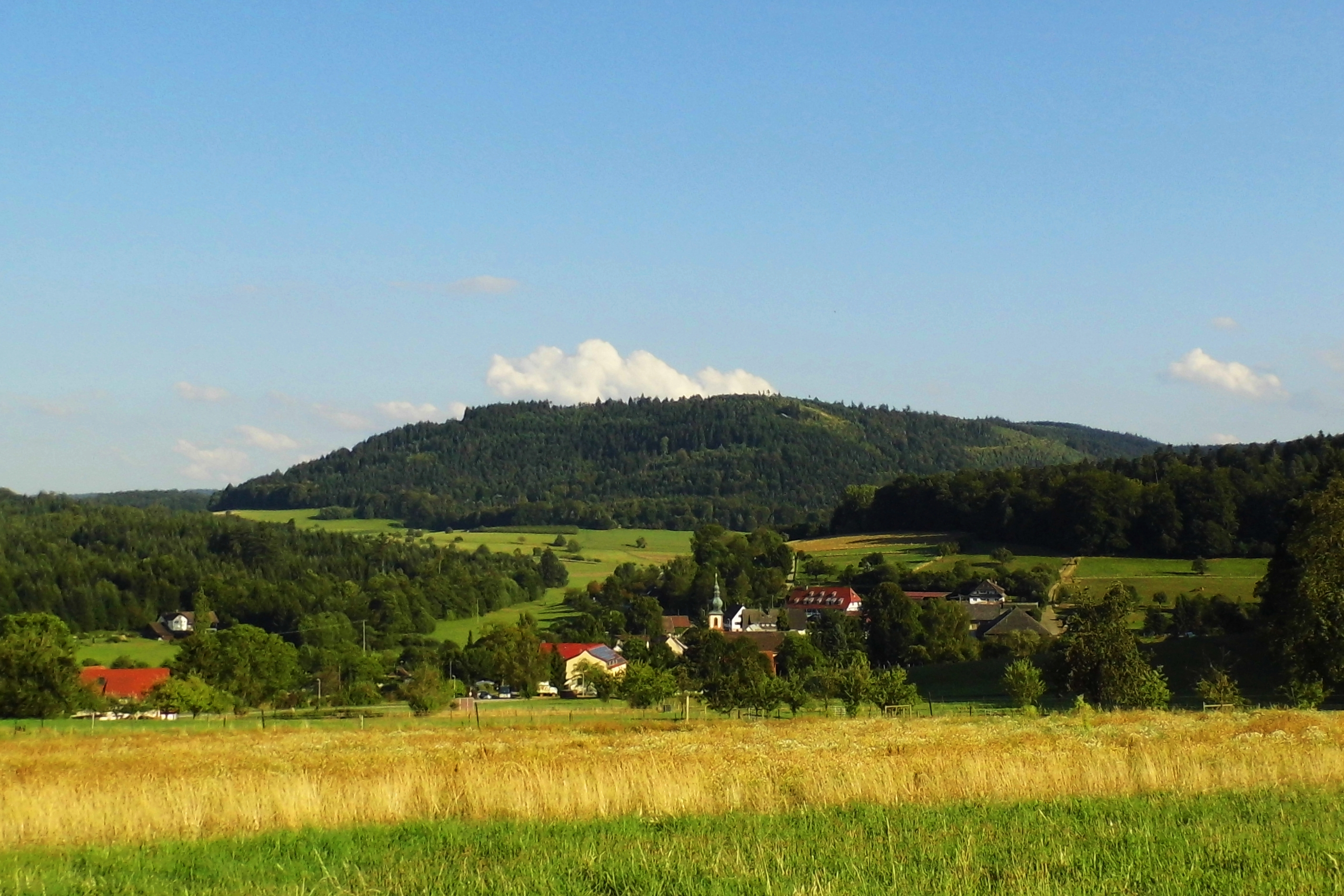
Landschaft mit Moosbronn, Blick zum Tannschachberg

Moosbronn ist ein Marien-Wallfahrtsort im Nordschwarzwald etwa 25 km südlich von Karlsruhe. Moosbronn gehört zusammen mit Mittelberg zum Gaggenauer Stadtteil Freiolsheim.

## Entstehung
Der Ort wird erstmals 1177 als Mosenbrunnen erwähnt. Der Legende nach befand sich in der Nähe der Quelle der Moosalb im Dorf Moosbronn an einer mächtigen alten Linde ein auf Holz gemaltes Muttergottesbild. Ein Bauernknecht, dem die Bremskette seines Fuhrwerks an einem steilen Berghang brach, rief im Jahr 1680 die Gottesmutter mit Maria hilf an und das Fuhrwerk blieb stehen. Aus Dankbarkeit stiftete er 1683 eine kleine hölzerne Kapelle, die bald Wallfahrer anzog. Die heutige barocke Wallfahrtskirche Maria Hilf wurde ab 1746 errichtet und 1749 eingeweiht.
Die 1251 erwähnte kleine Burg Moosbronn (castro Mosebrunnen) ist im 16. Jahrhundert abgegangen.
Bei der Volkszählung von 1910 wurde der damals badische Teil von Moosbronn als abgesonderte Gemarkung mit eigener polizeilicher Verwaltung (ebenso wie Mittelberg) und 25 Einwohnern geführt, getrennt von der damaligen Landgemeinde Freiolsheim. Der württembergische Ortsteil hatte etwas mehr, nämlich 78 Einwohner und zählte zur Gemeinde Bernbach.

## Heutige Situation
Am Moosbronner Friedhof findet sich eine Parkmöglichkeit, die von vielen Wanderern als Ausgangspunkt für Wanderungen auf den Mahlberg genutzt wird. Der Historische Grenzweg Michelbach–Moosbronn–Bernbach zeigt mit seinen Grenzsteinen die frühere Grenze zwischen Baden und Württemberg auf. Die Grenze zwischen dem Großherzogtum Baden und dem Königreich Württemberg verlief einst mitten durch den Ort (alter Grenzstein neben der Wallfahrtskirche). Gleichzeitig war diese Grenze auch Konfessionsgrenze. Der badische Teil war katholisch, der württembergische evangelisch. Im Zuge der Gemeindegebietsreform wurde der einst württembergische Ortsteil mit Wirkung vom 1. April 1972 vom Landkreis Calw an den Landkreis Rastatt übertragen.

## Sehenswürdigkeiten

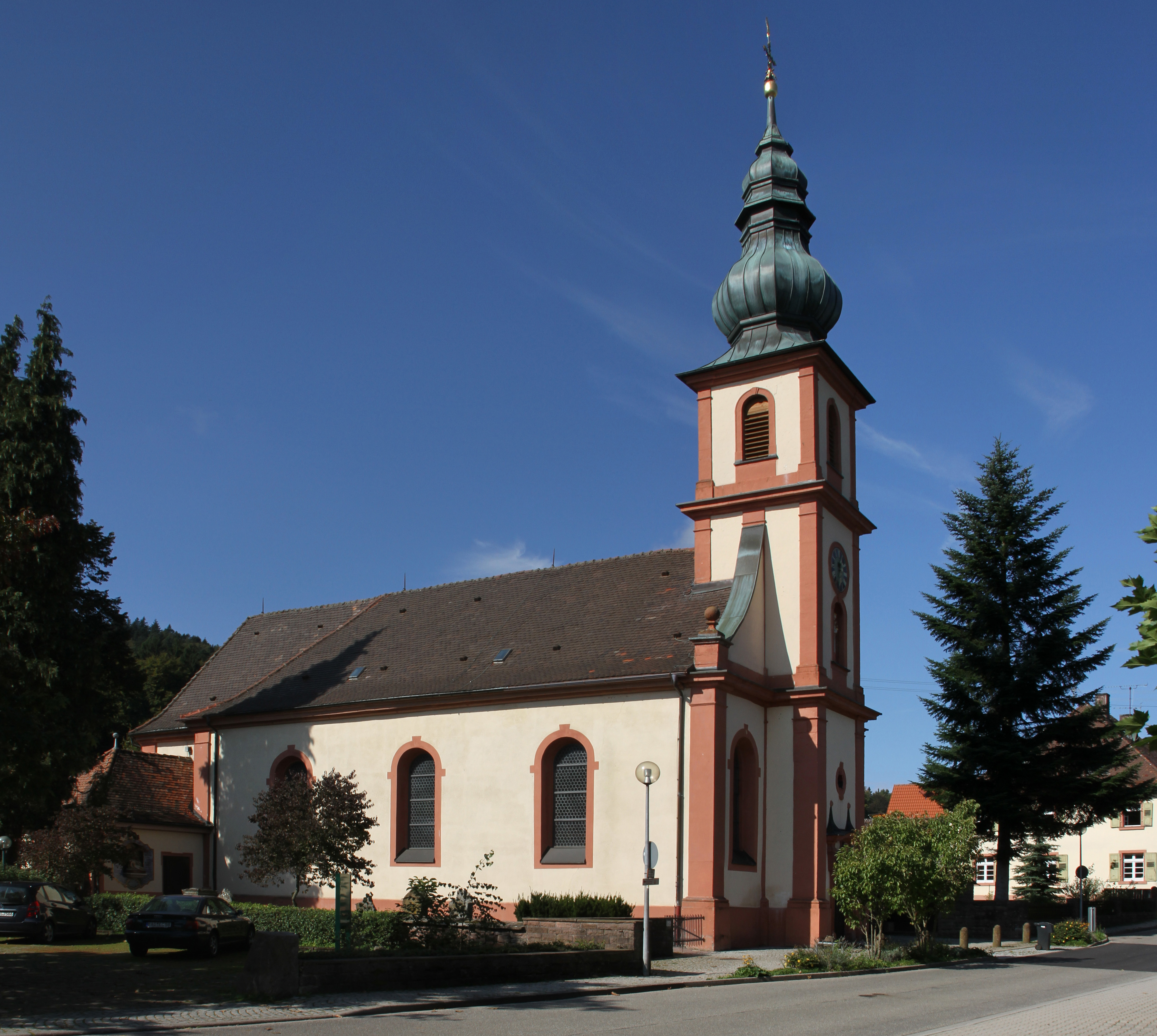
Wallfahrtskirche Maria Hilf
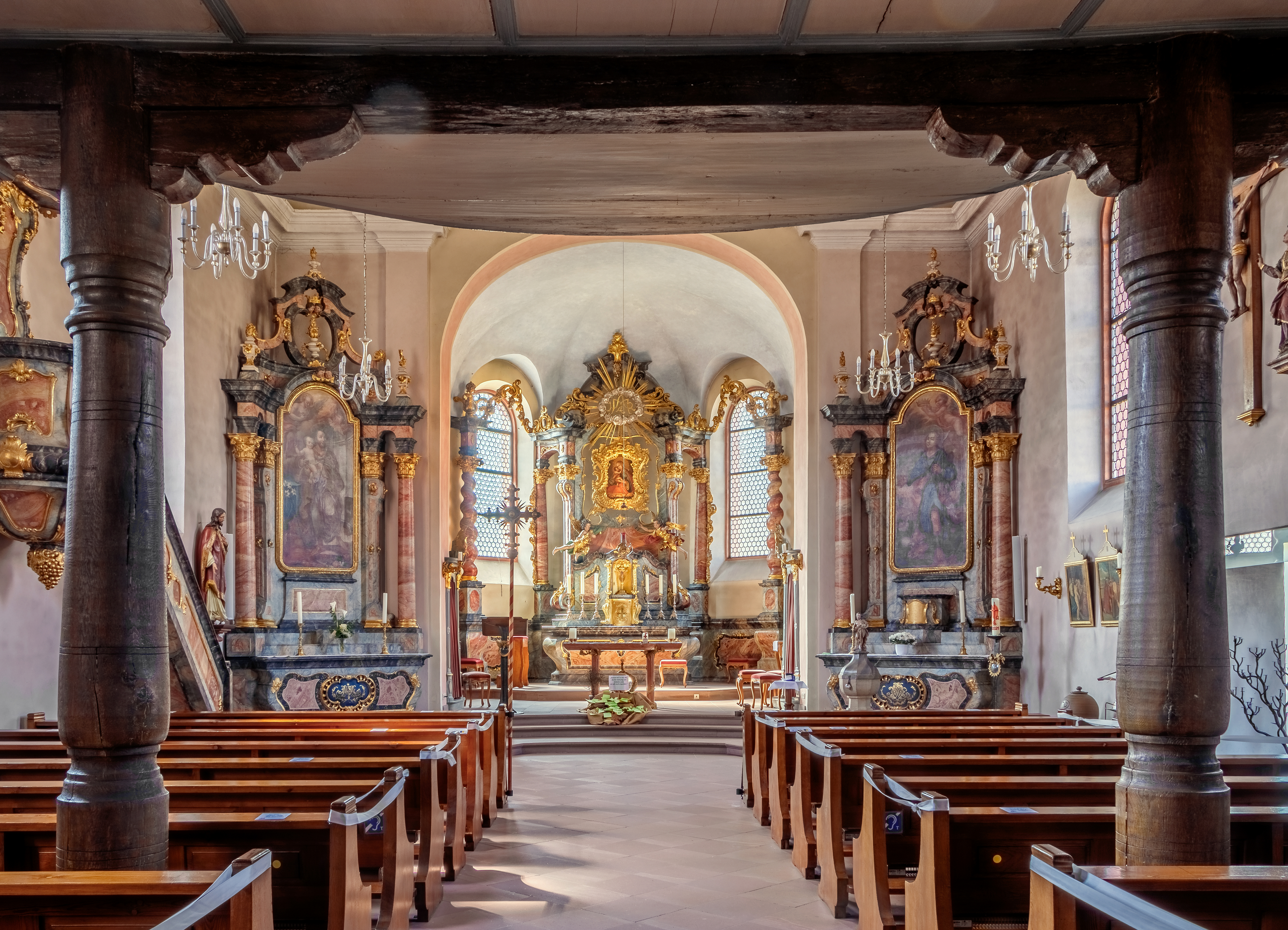
Innenansicht der Wallfahrtskirche
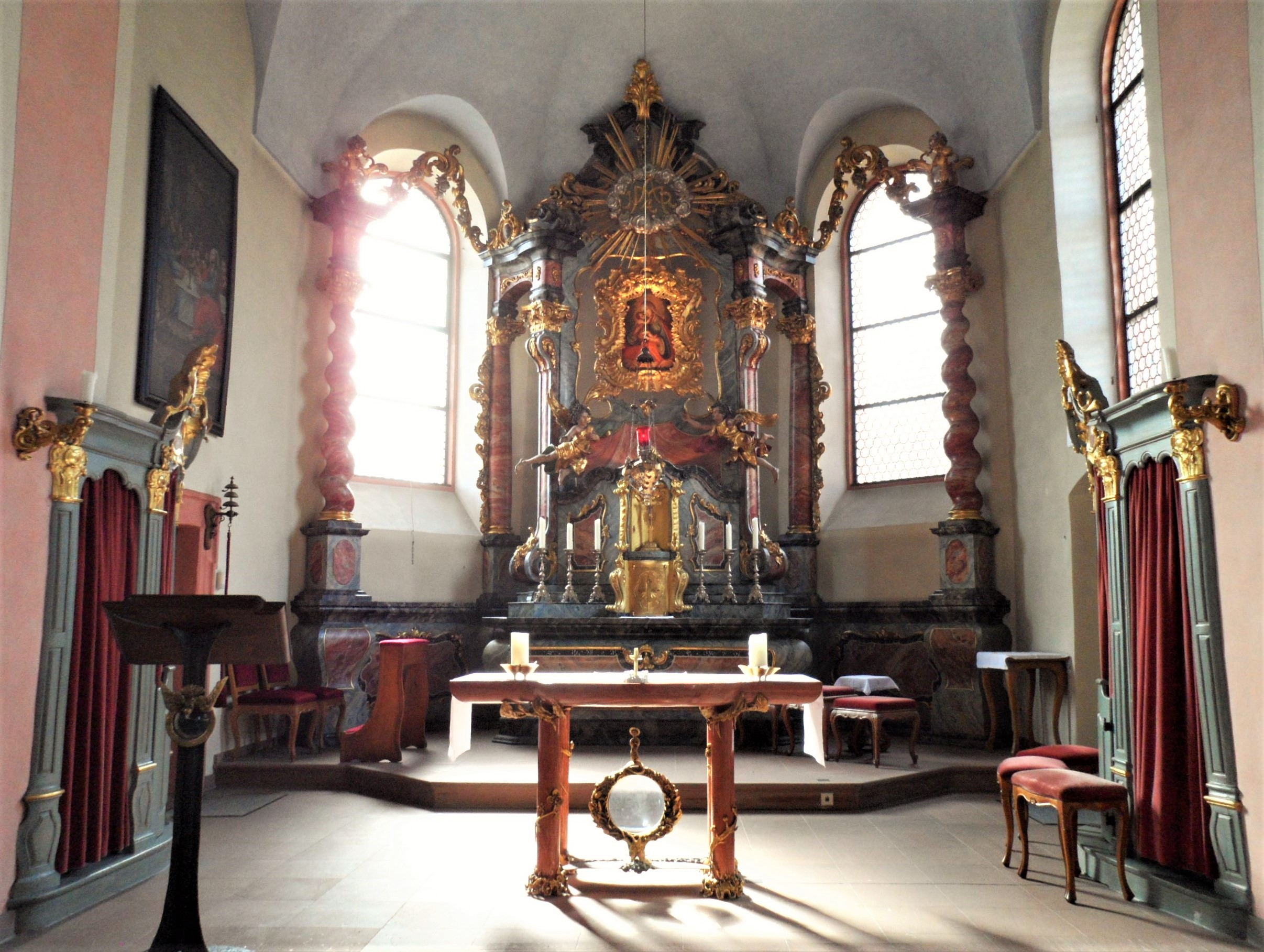
Altar der Wallfahrtskirche
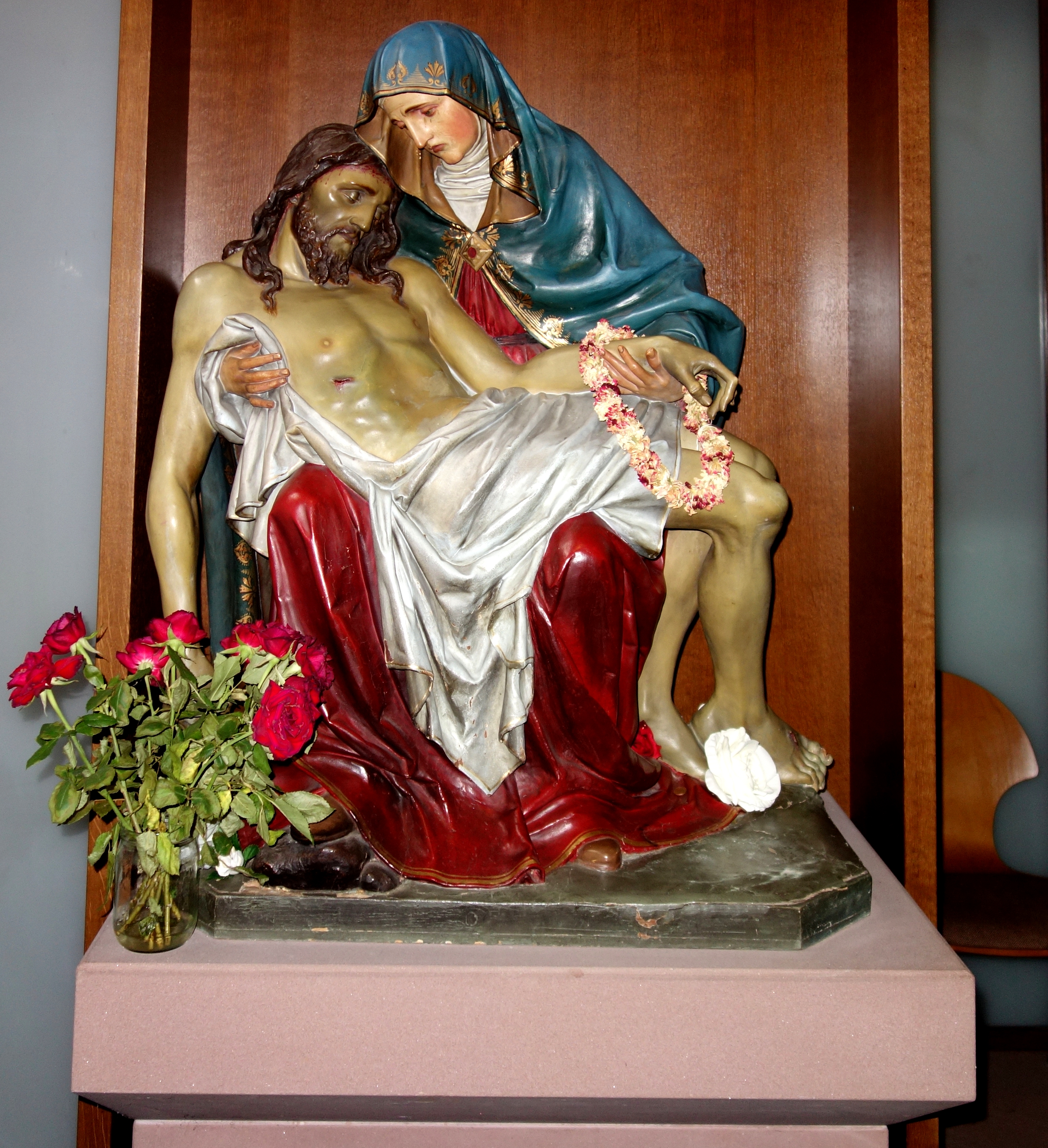
Pieta in der Wallfahrtskirche
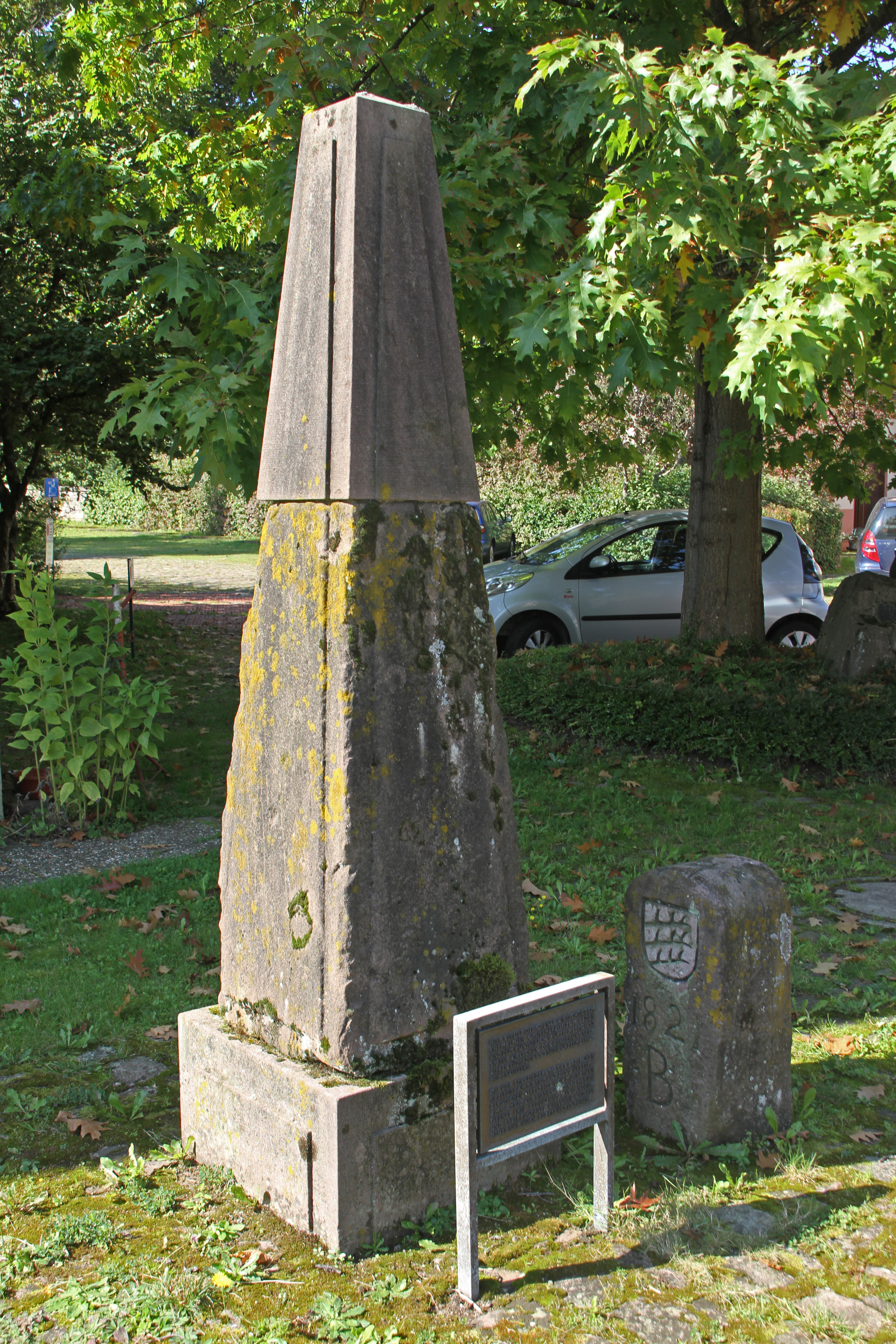
Alter Grenzstein neben der Wallfahrtskirche
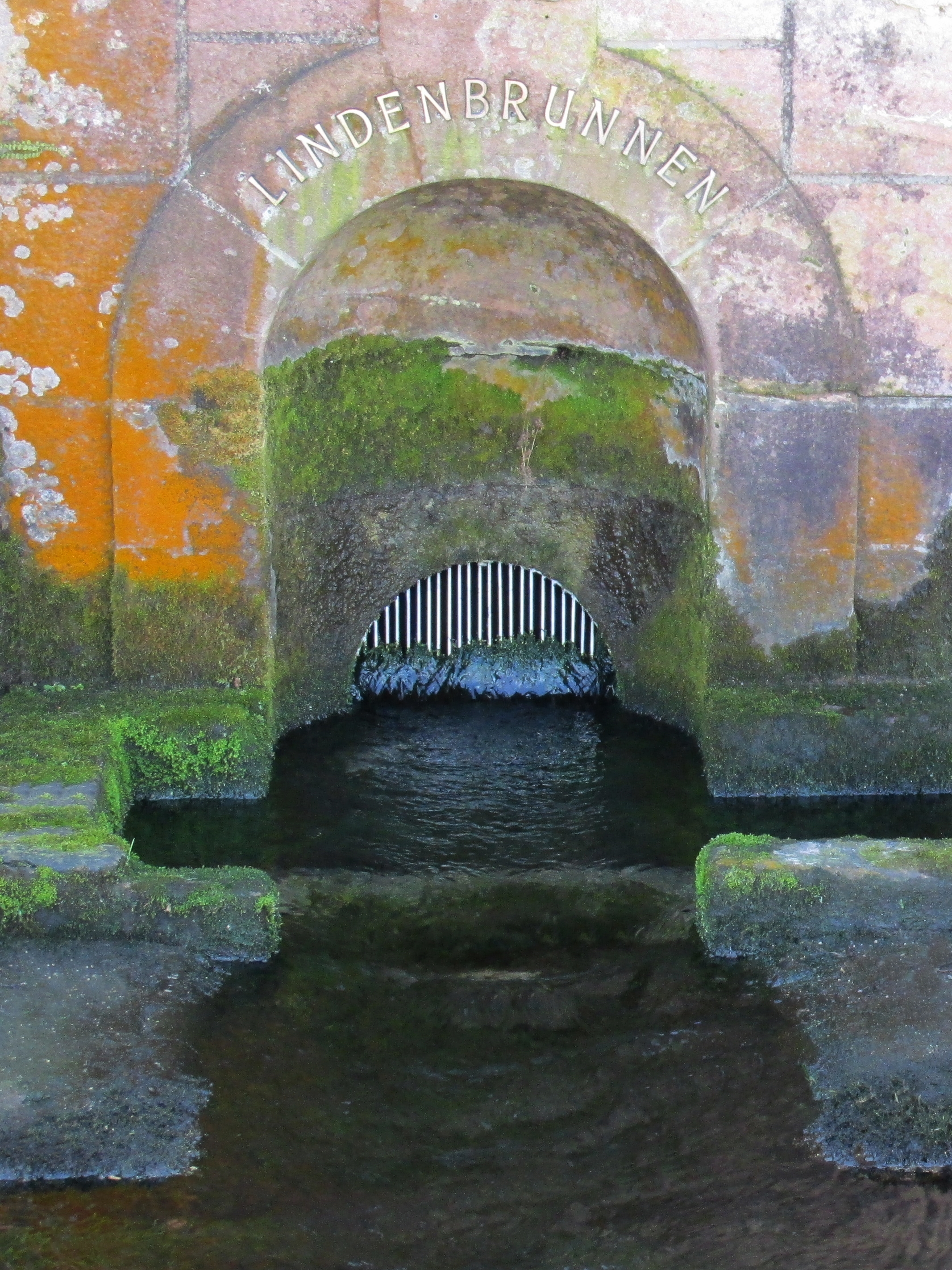
Lindenbrunnen, Quelle der Moosalb